# Salvia espirito-santensis
Salvia espirito-santensis là một loài thực vật có hoa trong họ Hoa môi. Loài này được Brade & Barb.Per. miêu tả khoa học đầu tiên năm 1946.